# Dora Villegas Nájera
Dora Villegas Nájera (Gómez Palacio, Durango, 19 de junio de 1934) es una política mexicana, miembro del Partido Revolucionario Institucional (PRI). Fue diputada federal de 1982 a 1985.

## Biografía
Es enfermera egresada en 1975 de la Escuela Justo Sierra de Cuauhtémoc, Chihuahua. 
Miembro del PRI desde 1953. La mayor parte de su carrera política la desempeñó como integrante de la entonces Asociación Nacional Femenil Revolucioanaria (ANFER), de la que fue secretaria de Organización en Ciudad Juárez de 1976 a 1979 y secretaria de Acción Social del comité estatal en Chihuahua de 1979 a 1982; mismo periodo, en que fue secretaria general de la misma organización en Ciudad Juárez.
Paralelamente, de 1978 a 1982 fue también secretaria de Acción Política de la Confederación de Trabajadores de México (CTM) en Chihuahua y secretaria general de la Asamblea de Trabajadores de Ciudad Juárez en 1982.
De 1977 a 1980 fue regidora en el ayuntamiento de Juárez que presidió el alcalde Manuel Quevedo Reyes. En 1982 fue elegida diputada federal por el Distrito 8 de Chihuahua a la LII Legislatura que concluyó en 1985. En dicha legislatura fue integrante de las comisiones de Patrimonio y Formento Industrial; de Asentamientos Humanos y Obras Públicas; y, de Trabajo y Previsión Social.